# Zapasy na Letnich Igrzyskach Olimpijskich 1936 – kategoria do 87 kg w stylu wolnym
Zmagania mężczyzn do 87 kg to jedna z siedmiu męskich konkurencji w zapasach w stylu wolnym rozgrywanych podczas Letnich Igrzysk Olimpijskich 1936. Pojedynki w tej kategorii wagowej odbyły się w dniach 2 – 5 sierpnia.
Punktacja opierała się na systemie "złych punktów karnych". Zwycięzca otrzymywał zero punktów za wygraną przez "tusz" (łopatki), a jeden za zwycięstwo decyzją trzech sędziów. Za porażkę na punkty zawodnik otrzymywał trzy punkty. Przegranie walki przez łopatki lub decyzją jednogłośną trzech sędziów skutkowało dwoma punktami karnymi. Za porażkę 1-2 przyznawano 2 punkty. Uzyskanie pięciu lub więcej punktów eliminowało zapaśnika z turnieju. 

## Klasyfikacja[1]
| Pozycja | Nazwisko         | Kraj              |
| ------- | ---------------- | ----------------- |
| 1       | Knut Fridell     | Szwecja           |
| 2       | Ago Neo          | Estonia           |
| 3       | Erich Siebert    | III Rzesza        |
| 4       | Paul Dätwyler    | Szwajcaria        |
| 5       | Ray Clemons      | Stany Zjednoczone |
| 6       | Eddie Scarf      | Australia         |
| 7       | Ede Virág-Ébner  | Węgry             |
| 7       | Hubert Prokop    | Czechosłowacja    |
| 9       | Mustafa Avcioğlu | Turcja            |
| 10      | Maurice Beke     | Belgia            |
| 10      | Matti Lahti      | Finlandia         |
| 10      | Thomas Ward      | Wielka Brytania   |

## Wyniki

### Pierwsza runda[2]
| Zwycięzca        | Punkty karne | Wynik        | Przegrany     | Punkty karne |
| ---------------- | ------------ | ------------ | ------------- | ------------ |
| Knut Fridell     | 1            | Decyzja, 3:0 | Ago Neo       | 3            |
| Ede Virág-Ébner  | 1            | Decyzja, 3:0 | Matti Lahti   | 3            |
| Mustafa Avcioğlu | 1            | Decyzja, 3:0 | Thomas Ward   | 3            |
| Ray Clemons      | 0            | Łopatki      | Paul Dätwyler | 3            |
| Eddie Scarf      | 0            | Łopatki      | Maurice Beke  | 3            |
| Erich Siebert    | 1            | Decyzja, 3:0 | Hubert Prokop | 3            |

### Druga runda[3]
| Zwycięzca     | Punkty karne | Wynik        | Przegrany        | Punkty karne |
| ------------- | ------------ | ------------ | ---------------- | ------------ |
| Ago Neo       | 3            | Łopatki      | Ede Virág-Ébner  | 4            |
| Knut Fridell  | 2            | Decyzja, 3:0 | Matti Lahti      | 6            |
| Ray Clemons   | 1            | Decyzja, 3:0 | Thomas Ward      | 6            |
| Paul Dätwyler | 3            | Łopatki      | Mustafa Avcioğlu | 4            |
| Erich Siebert | 1            | Łopatki      | Maurice Beke     | 6            |
| Hubert Prokop | 4            | Decyzja, 2:1 | Eddie Scarf      | 2            |

### Trzecia runda[4]
| Zwycięzca     | Punkty karne | Wynik        | Przegrany        | Punkty karne |
| ------------- | ------------ | ------------ | ---------------- | ------------ |
| Ago Neo       | 3            | Łopatki      | Ray Clemons      | 4            |
| Knut Fridell  | 2            | Łopatki      | Ede Virág-Ébner  | 7            |
| Paul Dätwyler | 3            | Łopatki      | Hubert Prokop    | 7            |
| Erich Siebert | 2            | Decyzja, 3:0 | Eddie Scarf      | 5            |
|               |              | Rezygnacja   | Mustafa Avcioğlu | -            |

### Czwarta runda[5]
| Zwycięzca     | Punkty karne | Wynik        | Przegrany     | Punkty karne |
| ------------- | ------------ | ------------ | ------------- | ------------ |
| Ago Neo       | 4            | Decyzja, 3:0 | Paul Dätwyler | 6            |
| Knut Fridell  | 2            | Łopatki      | Ray Clemons   | 7            |
| Erich Siebert | 2            | Bez walki    |               |              |

### Piąta runda[6]
| Zwycięzca    | Punkty karne | Wynik        | Przegrany     | Punkty karne |
| ------------ | ------------ | ------------ | ------------- | ------------ |
| Ago Neo      | 5            | Decyzja, 3:0 | Erich Siebert | 5            |
| Knut Fridell | 2            | Bez walki    |               |              |